# NGC 279
NGC 279 é uma galáxia espiral (S0-a) localizada na direcção da constelação de Cetus. Possui uma declinação de -02° 13' 06" e uma ascensão recta de 0 horas, 52 minutos e 08,9 segundos.
A galáxia NGC 279 foi descoberta em 1 de Outubro de 1785 por William Herschel.